# Хавеа
Хавеа (шп. Jávea) град је у Шпанији у аутономној заједници Валенсијанска Заједница у покрајини Аликанте. Према процени из 2017. у граду је живело 27 225 становника.

## Становништво
Према процени, у граду је 2017. живело 27 225 становника.
| 1970. | 1981.  | 1991.  | 2000.  | 2010.  | 2017.  |
| ----- | ------ | ------ | ------ | ------ | ------ |
| 7.150 | 10.924 | 16.473 | 23.133 | 31.909 | 27.225 |

## Партнерски градови
- Palmela
- Thiviers